# Аларих II
Аларих II, такође познат и као Аларик II (лат. Alaricus), био је визиготски краљ од 485. до 507. Аларихово краљевство је обухватало не само целу Хиспанију (осим северозападног дела) него и целу Аквитанску Галију и велики део тада још увек неподељене Нарбонске Галије. Аларих је био ожењен са Тиндиготом, незаконитом кћерком Теодорика Великог, остроготског краља.
Године 486. Аларих II је ускратио уточиште Сијагрију, бившем соасонском владару, кога је потукао франачки краљ, Хлодовех, у Соасонској бици (486). Аларих је ухватио Сијагрија и предао га Хлодовеху који га је потом погубио.
Аларих II је био аријанац, као и сви други визиготски племићи, али је доста ублажио политику прогањања правоверних хришћана коју је практиковао његов отац Еурих, чак им је одобрио да одрже сабор 506. године у Агду. Био је у затегнутим односима са бискупима из Арла. Цезарије, бискуп од Арла, био је осумњичен да кује заверу како би предао Арл Бургундима чији је краљ био ожењен сестром франачког краља Хлодовеха. Аларих је протерао Цезарија у Бордо у Аквитанији а потом му дозволио да се неповређен врати када је прошла криза.
Такође је познат по томе што је наредио да се направи рекопилација римских закона и прогласа за своје „римске“ поданике. Овај законик је познат као Аларихов законик или Аларихов бревијаријум (лат. Breviarium Alaricianum).
Погинуо је у бици код Вујеа 507. године у којој су Визиготи изгубили од Франака предвођених Хлодовехом. Ова битка је означила крај визиготског краљевства у Тулузу и повлачење Визигота дубље у Хиспанију, као и касније премештање визиготске престонице из Тулуза у Толедо. Од галских поседа, Визготи су још једино задржали Септиманију, западни део Нарбонске Галије, која отприлике одговара данашњем фрацуском региону Лангдок-Русијон. 
Алариха је наследио његов ванбрачни син Гесалих јер је његов законити син, Амаларих, још увек био малолетан.